# ایگور اخرچیک
ایگور اخرچیک (روسی: Игорь Владимирович Ахремчик؛ ۱۸ اکتبر ۱۹۳۳ – 1990) قایقران روئینگ اهل اتحاد جماهیر شوروی سوسیالیستی بود.
وی در مسابقات کشوری و بین‌المللی در مجموع برندهٔ ۱ مدال نقره، ۱ مدال برنز شده‌است.